# Albanie au Concours Eurovision de la chanson 2009
L'Albanie a participé au Concours Eurovision de la chanson 2009. 
C'est la chanteuse Kejsi Tola qui a représenté l'Albanie à Moscou avec la chanson "Carry Me in Your Dreams" (Emporte moi dans tes rêves). C'était la 6e participation de l'Albanie au Concours. Elle a été représentée par Radio Televizioni Shqiptar, membre de l'Union européenne de radio-télévision.

## Résultats de la finale nationale
| #  | Interprète(s)                 | Chanson                       | Points | Place |
| -- | ----------------------------- | ----------------------------- | ------ | ----- |
| 1  | West Side Family              | "Jehonë"                      | 118    | 3     |
| 2  | Soni Malaj                    | "Zona zero"                   | 44     | 16    |
| 3  | Juliana Pasha & Luiz Ejlli    | "Nje jetë"                    | 119    | 2     |
| 4  | Kujtim Prodani                | "Nostalgji"                   | 24     | 18    |
| 5  | Emi Bogdo                     | "Kur buzet henen e kafshojn"  | 43     | 17    |
| 6  | Erga Halilaj                  | "Dikush mungon"               | 63     | 11    |
| 7  | Marjeta Billo                 | "Era e tokës"                 | 106    | 5     |
| 8  | Adelina Thaci                 | "Oret e fundit"               | 91     | 8     |
| 9  | Rovena Dilo & Eugent Bushpepa | "S'jam balade"                | 60     | 12    |
| 10 | Dorina Garuci                 | "Dite një jetë"               | 92     | 7     |
| 11 | Endri & Stefi Prifti          | "Ti bere faj"                 | 91     | 8     |
| 12 | Kejsi Tola                    | "Më merr në ëndërr"           | 126    | 1     |
| 13 | Era Rusi                      | "Shpirt i humbur"             | 50     | 15    |
| 14 | Julian Lekoçaj                | "Nuk je ti"                   | 17     | 20    |
| 15 | Shpat Kasapi                  | "Aromë mediterane"            | 22     | 19    |
| 16 | Evis Mula                     | "Unë jam dashuria"            | 91     | 8     |
| 17 | Burn                          | "Jam i pari i jettes sime"    | 96     | 6     |
| 18 | Vedat Ademi                   | "Po me prite ti"              | 51     | 14    |
| 19 | Agim Poshka                   | "Fajtor për ngrohjen globale" | 56     | 13    |
| 20 | Besa Kokedhima                | "Ajer"                        | 109    | 4     |